# الحركة الوطنية في الجزائر 1945-1954
الحركة الوطنية هي حركة سياسية قامت في الجزائر أثناء الاحتلال الفرنسي للجزائر ما بين 1945 نهاية الحرب العالمية الثانية و1954 تاريخ اندلاع الثورة التحريرية الجزائرية دعت للعمل السري والتجنيد للعمل المسلح لتحرير الجزائر من الإستعمار الفرنسي.
فبعد مجازر 8 ماي 1945 حلت السلطات الاستعمارية كافة الأحزاب والمنظمات الجزائرية وسلطت عقوبات الإعدام والسجن والنفي والتعذيب على ألاف من الجزائريين واعتقلت البشير الإبراهيمي وفرحات عباس ونفت مصالي الحاج إلى برازافيل.

## إعادة بناء الحركة الوطنية
في 9 مارس 1946 أطلقت فرنسا سراح زعماء الحركة الوطنية فشرعوا في إعادة بناء أحزابهم وجمعياتهم من جديد فأسس فرحات عباس الاتحاد الديمقراطي للبيان الجزائري في جوان وسعي لتحقيق مصير الجزائريين عن طريق إصلاحات تدريجية دون قطع الصلة بفرنسا ونال 11 مقعد من 13 في انتخابات الجمعية التاسيسية الفرنسية وقدم نوابه في اوت 1946 مشروع دستور جزائري وتمحور حول تصغية الاستعمار وتاسيس جمهورية جزائرية ذات حكم ذاتي. وأسس مصالي الحاج حركة انتصار الحريات الديمقراطية
التي تعد تطورا طبيعيا لحزب الشعب الجزائري طالب بالتصفية الفورية للنظام الاستعماري وهدف تحقيق الاستقلال عن طريق جمعية تاسيسة تتكون بعد استفتاء شعبي عام اتباع طرق برلمانية جمعية علماء المسلمين وسعت من نشاطها وحددت برنامجها في المؤتمر الذي عقدته في 21 جويلية 1946 برفض الإدماج، والعربية لغة رسمية وحرية العقيدة وإعادة فتح المدارس الإسلامية التي أغلقت في 8 ماي 1945.

## موقف فرنسا من الحركة الوطنية
امام اصرار الجزائريين على مواصلة النضال وسعيها للحد من نقصهم ومن ضغوط الراي العام العالمي فضلت فرنسا العودة إلى سياسة الإصلاحات فاصدرت في 20سبتمبر 1947 دستور للجزائر Le statut تضمن 10 بنود وقد رحب به المعمرون لانه يعطيهم استقلال في تسيير شؤون الجزائريين رغم تضمنه بعض المواد التي لاترضيهم كترسيم اللغة العربية وفصل الدين الإسلامي عن الدولة وفتح باب الوظائف للجزائريين وسعوا في سبيل مزيد من الضمانات إلى اكراه الحاكم العام شاتنيو على استقالته واستبداله بالاشتراكي نيجليلين لقطع طريق المحلب الجزائري بالتزويد على العناصر الوطنية اما الشعب الجزائري وحركته الوطنية فقد رفضا الدستور الذي مقدمته مخزية حيث قامت بالتسوية بين عدد نواب 10 ملايين جزائري بنواب 800 الف اجنبي محتل لكن انعدام خيارات الحركة الوطنية فرض عليها الشتراك في انتخابات وقام المعمرون بتوزيع الانتخابات وتكرر ذلك في انتخابات المجلس الجزائري عام 1950 والبلدية 1955

## تأسيس المنظمة الخاصة
خلال 14 و 15 فيفري 1947 عقدت حركة انتصار الحريات الديمقراطية مؤتمرا كان أهم نتائجه إنشاء المنظمة الخاصة (بالفرنسية: OS)‏
```
وهي منظمة عسكرية سرية عملت على الاعداد للثورة المسلحة بجميع الطرق كجمع الأسلحة والأموال وتدريب الجزائريين على القتال وبناء شبكة خلايا تشمل كامل تراب البلد واسندت قيادتها والتنسيق بين أعضائها إلى 
محمد بلوزداد
 وبعد سنة بلغ أعضاؤها الفين مناضل في 18 مارس 
1950
 اكتشفت 
فرنسا
 امر المنظمة والقت القبض على المئات من اعضائها ومن لم يلقي القبض عليه شل نشاطه.
[
4
]
```

## أزمة حركة انتصار الحريات الديمقراطية
بعد كشف المنظمة السرية اتخذت فرنسا إجراءات شديدة بحق أعضاء حركة انتصار الحريات الديمقراطية واعتقال رئيسها ووضعته منذ 14 ماي 1952 رهن الأقامة الجبرية في نيور بفرنسا.
وفي السنة التالية نشب خلاف داخل الحركة بين مصالي وانصاره وبين أعضاء اللجنة المركزية حول أسلوب إدارة الحزب وبلغ الشقاق ذروته في المؤتمر 21 للحزب إلى 6افريل 1953 اذطلب مصالي سلطات واسعة اعترضت عليها اللجنة المركزية ودعت إلى قيادة جماعية وحينذاك عمد مصالي إلى حل اللجنة المركزية غير ان اعضاءها رفضوا الأنصياغ فانشق الحزب إلى شعبين الرئيس وانصاره واللجنة المركزية وانصارها وقام كل فريق بعقد مؤتمر له وكلا الجهتين كانتا ترا انه لم يحن اوان الثورة.
وبرز تيار ثالث من انصار المنظمة السرية حاولوا التوفيق بين المصاليين والحركيين ولم يفلحوا فعقدوا مؤتمر لهم يوم 23 مارس 1954 نتج عنه تشكيل اللجنة الثورية للوحدة والعمل يهدف التأليف بين الواطنيين والتمهيد للثورة المسلحة وضمت 22 عضوا وفي 25 جوان 1954 عقدت اللجنة الثورية اجتماعا بالعاصمة تحت اشراف مصطفى بن بولعيد اسر عن انتخاب هيئة تنفيذية ضمن سنة هم مصطفى بن بولعيد ديدوش مراد، العربي بن مهدي، كريم بلقاسم، محمد بوضياف، رابح بطاط إضافة لثلاثة أفراد كانوا بالخارج هم أحمد بن بلة وآيت احمد، محمد خيضر، وقرروا في اجتماع يوم 10أكتوبر 1954 بلابوانت بالعاصمة تقسيم البلاد إلى خمسة ولايات، وفي اليوم 23 أكتوبر اجتمع الـ6 وغيروا اسم اللجنة الثورية إلى اسم جبهة التحرير أقيم بالجزائر وإختارو يوم الإثنين الفاتح من نوفمبر 1954 تاريخا لتفجير الثورة.

## الثورة الجزائرية الكبرى

### اندلاع الثورة 1954-1956
ظروف اندلاع الثورة:
المحلية:
1- الوجود الاستعماري وضياع الحقوق السياسية 
2- محاولات طمس معالم ومقومات الشخصية الجزائرية.
3-نهب الموارد والراضي. 
4- تدهور الدخل ومستويات المعيشية.
5- تبلور الإتجاه الاستقلالي وتنحدر منذ 8 ماي 
6- 1945 أزمة حركة انتصار الحريات الديمقراطية ونتائجها
الدولية:
1- انتشار المد الثوري التحريري خاصة في شمال فرنسا والهند الصينية)الثورية المصرية استقلال ليبيا وتصاعد قوة الحركة الوطنية في المغرب وتونس وانتصار شعب فيتنام على فرنسا.
2-تراجع مكانة فرنسا الدولية وقوتها العسكرية.3-وجود شباب جزائري قاتل في الحرب العالمية الثانية وفي الهند الصينية واكتسب خبرة شجعته على السير في طريق الثورة.
- ردود الفعل الوطنية:

في البيداية استقبل الشعب نباء الثورة بحذر لكن سرعان ما التف حولها.اما الأحزاب فقد تبين مواقفها فقد تحفظ منها الاتحاد الديمقراطي السياسي الجزائري حتى أعلن عليها فرحات عباس عام 1956 عن اللحاق والاتحاد بالثورة – وظل الموقف الرسمي لجمعية العلماء غامضا إلى ان اعلنتى بدورها تاييدها للثورة سنة 1956 في بيان طويل اصدرته في القاهرة موقعا من الشيخ البشير الإبراهيمي والفضيل الورتلاني واخد بعض اتباع فرحات عباس والجمعية يعمل في البعثة الخارجية لجبهة التحرير الوطني لاحقا. - كما انظم إلى الثورة عدد من انصار اللجنة المركزية لحركة انتصار الحريات الديمقراطية السابقة. - وعلى نقيض ذلك ندد الحزب الشيوعي الجزائري بالثورة واصفا اباها بالفاشية والفوضى لكن انظم بعض اعضائها بصفة فردية إلى الثورة لاحقا وفي دسيمبر 1954 اسست مصالي الحاج حركة الوطنية الجزائرية ليناهض بها جبهة التحرير وأهم اعضائها بلونيس وكوبيس.
- ردود فعل فرنسا:

فوجئ المعمرون والسلطات الاستعمارية بالثورة واصدر الحاكم العام روجي ليونار في اليوم التالي بيانا يطمئن فيه الفرنسيين ويتوعد من نفذوا العمليات باوخم العواقب اما رئيس وزراء فرنسا منديس فرانس راح يتهم الثورة بانها خارجية وصرح يوم 12 نوفمبر «بان الجزائر هي فرنسا ولن تتساهل عند ما يتعلق الامر بالدفاع عن سلامة الجمهوريين» وفرضت الحكومة الفرنسية إقامة جبرية على من تشك فيهم وحلت حركة انتصار الحركات الديمقراطية والاتحاد الديمقراطي وشنت حملات واسعة النطاق على الأوراس وارتفع عدد افراد القوات المسلحة الفرنسية إلى 100 الف واعلنت حالة طوارئ.
- أما الموقف الدولي:

الشعوب العربية والإسلامية رحبت بالثورة وتعاطفت معها سائر شعوب وحكومات القارة الإفريقية وآسيا المستقلة وكانت القضية الجزائرية ضمن اهتمامات المؤتمرات والملتقيات الافروآسيوية كمؤتمر باندونغ 1955 ومؤتمر القاهرة 1957 ومؤتمر اكرا 1958 اما الحكومات الغربية فكانت متحالفة مع فرنسا باعتبار المادة ال6 من مثاق شمالي الأطلسي حيث تدخل الجزائر في نطاق منطقة دفاع ذلك الحلف فزودتها منذ 1955 بعتاد أغلبه من صنع أمريكي كالطائرات الهيلوكبتر، سيكورسكي المعروف بـ «الموز الطائر» وقاذفات ب26 كما امدتها برجال كان منهم مدربون أمريكيون واعتبر الاتحاد السوفياتي الثورة شأنا داخليا فرنسيا وعبر عن امله في بقاء فرنسا في الجزائر.

### أحداث 20 أوت1955
اهدافها في:
1. الرد على السياسة الفرنسية
2. فك الحصار على الاوراس بتشتيت القوة الفرنسية
3. القضاء على التردد لدى بعض العناصر والأحزاب
4. اطلاع العالم على ان ما كان جاريا في الجزائر يمثل ثورة شعب
5. تاكيد على ان الثورة لها بعدها العربي الإسلامي (بداية السنة الهجرية)
6. التأكيد على البعد المغاربي والتضامن مع المغاربة (الذكرى الثانية لنفي الملك محمد الخامس)
7. وقاد الثورة زيغود يوسف في مدن وقرى ما بين القل وسكيكدة إلى قسنطينة وقالمة ومن نتائجها تخفيف الحصار الاوراسي وتوسيع نطاق الثورة وتأكد العالم بوجود ثورة شعب بكامله واقتناع المتمردين بشرعية وحتمية الثورة.